# Лука код Стублина
Лука код Стублина је насељено мјесто у Босни и Херцеговини у општини Илијаш које административно припада Федерацији Босне и Херцеговине. Према попису становништва из 1991. у насељу је живјело 35 становника.

## Становништво
| Националност       | 1991. | 1981. | 1971. |
| Срби               | 35    | 64    | 98    |
| остали и непознато |       |       |       |
| Укупно             | 35    | 64    | 98    |

| Демографија (Лука С) (Лука код Стублина) (Лука код Стублина) (Лука код Стублина) | Демографија (Лука С) (Лука код Стублина) (Лука код Стублина) (Лука код Стублина) | Демографија (Лука С) (Лука код Стублина) (Лука код Стублина) (Лука код Стублина) |
| Година                                                                           | Становника                                                                       | Становника                                                                       |
| -------------------------------------------------------------------------------- | -------------------------------------------------------------------------------- | -------------------------------------------------------------------------------- |
| 1961.                                                                            | 89                                                                               |                                                                                  |
| 1971.                                                                            | 98                                                                               |                                                                                  |
| 1981.                                                                            | 64                                                                               |                                                                                  |
| 1991.                                                                            | 35                                                                               |                                                                                  |

| Националност       | 1961. |
| Срби               | 89    |
| остали и непознато |       |
| Укупно             | 89    |